# Te Deum

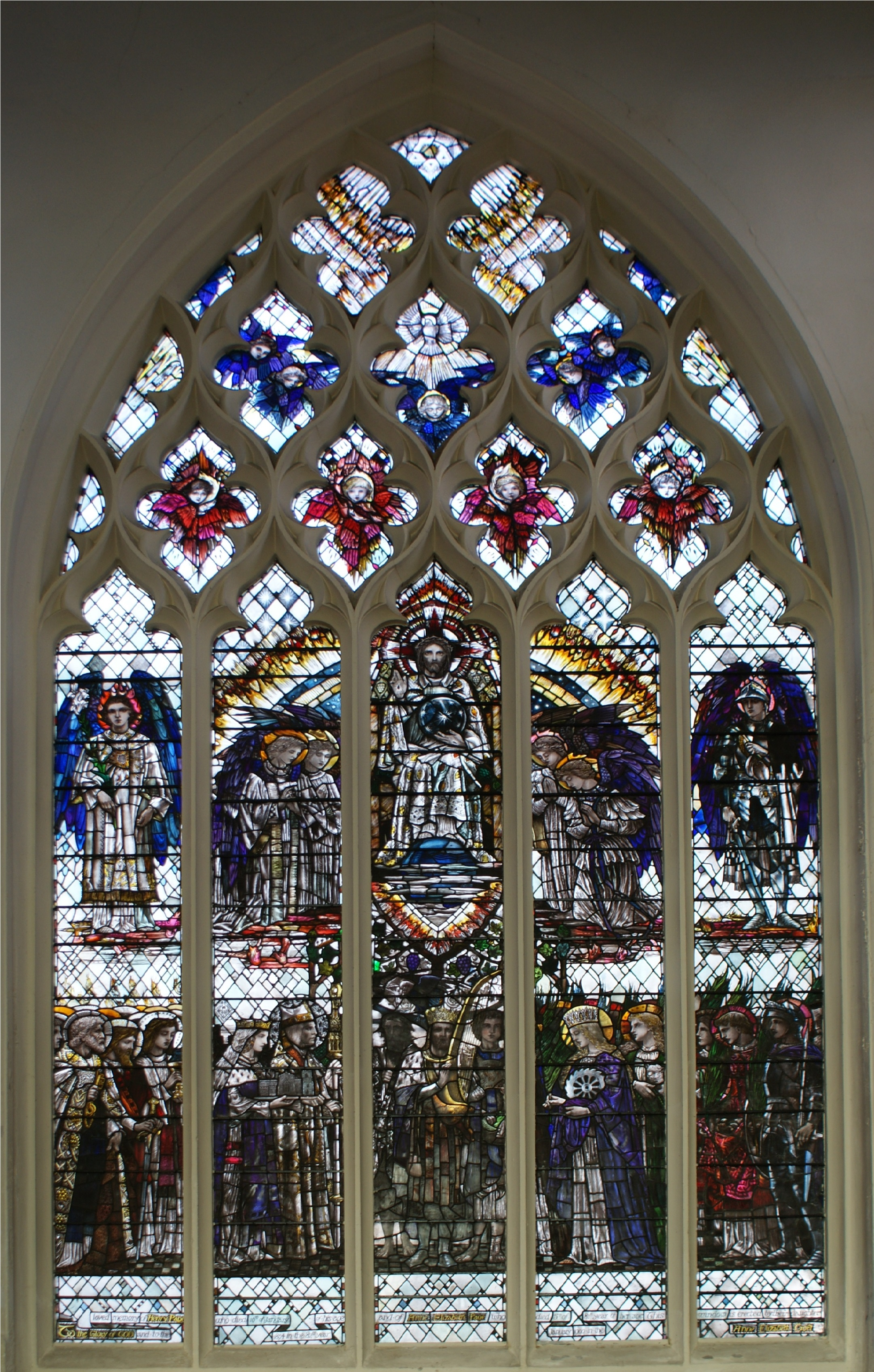
Thánh ca Te Deum được viết trên cửa kính màu ghép của nhà thờ Thánh Maria, Ware, Hertfordshire (Anh giáo)

Te Deum (tiếng Latinh: [te ˈde.um] ; từ Te Deum laudamus, n.đ. 'Lạy Thiên Chúa') là một bài thánh thi và thánh ca Kitô giáo tiếng Latinh được sáng tác vào năm 387 (theo truyền thống) hoặc sớm hơn nhiều (theo một số tiền đề). Bài thánh thi này là một trong số bài thánh ca quan trọng của sách Thánh ca Ambrôsiô và được dùng phổ biến trong Giáo hội Latinh và trong các nhà thờ thuộc nghi lễ Ambrôsiô tại thành phố Milano từ thế kỷ 6 đến thế kỷ 8. Bài thánh thi Te Deum đôi khi được gọi là Thành ca của Ambrôsiô, tuy nhiên người ta vẫn chưa thể khẳng định được rằng thánh Ambrôsiô là tác giả của nó.

## Bản văn tiếng Latinh và tiếng Việt
| Văn bản Latinh | Bản dịch cũ | Bản dịch từ Nhóm Phiên dịch Các giờ kinh Phụng vụ (1971) |
| --- | --- | --- |
| Te Deum laudámus: te Dominum confitémur. Te ætérnum Patrem omnis terra venerátur. Tibi omnes Angeli; tibi cæli et univérsae potestátes. Tibi Chérubim et Séraphim incessábili voce proclámant: Sanctus, Sanctus, Sanctus, Dóminus Deus Sábaoth. Pleni sunt cæli et terra majestátis glóriæ tuæ. Te gloriósus Apostolórum chorus; Te Prophetárum laudábilis númerus; Te Mártyrum candidátus laudat exércitus. Te per orbem terrárum sancta confitétur Ecclésia: Patrem imménsæ majestátis; Venerándum tuum verum et únicum Fílium; Sanctum quoque Paráclitum Spíritum. Tu Rex glóriæ, Christe. Tu Patris sempitérnus es Fílius. Tu ad liberándum susceptúrus hóminem, non horruísti Vírginis úterum. Tu, devícto mortis acúleo, aperuísti credéntibus regna cælórum. Tu ad déxteram Dei sedes, in glória Patris. Judex créderis esse ventúrus. Te ergo quǽsumus, tuis fámulis súbveni, quos pretióso sánguine redemísti. Ætérna fac cum sanctis tuis in glória numerári. [thêm sau, lấy từ các câu Thánh vịnh:] Salvum fac pópulum tuum, Dómine, et bénedic hæreditáti tuæ. Et rege eos, et extólle illos usque in ætérnum. Per síngulos dies benedícimus te. Et laudámus nomen tuum in sǽculum, et in sǽculum sǽculi. Dignáre, Dómine, die isto sine peccáto nos custodíre. Miserére nostri, Dómine, miserére nostri. Fiat misericórdia tua, Dómine, super nos, quemádmodum sperávimus in te. In te, Dómine, sperávi: non confúndar in ætérnum. | Lạy Chúa, chúng tôi hát mừng Chúa, là Đức Chúa Trời; chúng tôi xưng Người là Đức Chúa Cả. Cả thế gian kính thờ Chúa, là Cha Cả hằng có đời đời. Các thiên thần, các tầng trời, và các phẩm quyền thế: Các Kêrubim và Xêraphim, hằng tung hô cả tiếng rằng: Thánh thay, Thánh thay, Thánh thay, Đức Chúa Trời là Chúa các cơ binh. Trời đất đầy dẫy oai quyền sang trọng Chúa. Hội hiển vinh các Tông Đồ, Đẳng các Tiên Tri đáng khen, Đạo binh trắng tinh các đấng Tử vì đạo, chúc tụng Chúa. Trong cả và thiên hạ, Hội Thánh xưng ra Chúa: Là Cha Cả oai vọng vô lượng vô biên; Đức Chúa Con là Con Một và thật Chúa đáng kính thờ; Lại Đức Chúa Thánh Thần là Đấng An Ủi. Lạy Chúa Kitô, Chúa là Vua sự cả sáng. Chúa là Quý Tử muôn đời của Đức Chúa Cha. Chúa đã mặc lấy tính loài người cho được cứu lấy người ta, mà chẳng nhờm gớm lòng Đức Trinh Nữ. Chúa đã thắng mũi nhọn sự chết, thì đã mở nước thiên đàng cho kẻ có lòng tin Chúa ngự bên hữu Đức Chúa Trời, trong sự cả sáng Đức Chúa Cha. Chúng tôi tin thật Chúa là Đấng phán xét, ngày sau sẽ ngự đến. Nên chúng tôi xin Chúa phù hộ tôi tá Chúa đã lấy Máu Châu Báu mà chuộc. Xin Chúa cho đầy tớ Chúa được vào sổ các thánh, hưởng sự cả sáng. [thêm sau, lấy từ các câu Thánh vịnh:] X. Lạy Chúa, xin Chúa cứu lấy dân Chúa, và xuống phúc cho phần cơ nghiệp Chúa. Đ. Và xin Chúa cai trị kẻ ấy, làm cho chúng nó thêm lên đời đời. X. Mọi ngày chúng tôi ngợi khen Chúa; Đ. Và chúng tôi hát mừng Danh Chúa đời này, và đời sau vô cùng. X. Lạy Chúa, xin Chúa đoái thương gìn giữ chúng tôi cho khỏi tội trong ngày hôm nay. Đ. Lạy Chúa, xin Chúa thương xót chúng tôi, xin Chúa thương xót chúng tôi. X. Lạy Chúa, xin Chúa để lòng thương xót Chúa hằng ở trên chúng tôi, Đ. như chúng tôi trông cậy Chúa. X. Lạy Chúa, tôi đã trông cậy Chúa, Đ. tôi chẳng phải hổ ngươi đời đời. | Lạy Thiên Chúa, chúng con xin ca ngợi hát mừng, tuyên xưng Ngài là Đức Chúa. Chúa là Cha, Đấng trường tồn vạn đại, hoàn vũ này kính cẩn suy tôn. Trước nhan Chúa, các tổng thần phủ phục, mọi thiên thần và đạo binh thiên quốc đều cảm tạ và cung chúc tôn thờ, chẳng khi ngừng vang dậy tiếng tung hô: Thánh! Thánh! Chí Thánh! Chúa Tể càn khôn là Đấng Thánh! Trời đất rạng ngời vinh quang Chúa uy linh. Bậc Tông Đồ đồng thanh ca ngợi Chúa, bao vị ngôn sứ tán tụng Ngài. Đoàn tử đạo quang huy hùng dũng, máu đào đổ ra minh chứng về Ngài, và trải rộng khắp nơi trần thế, Hội Thánh Ngài hoan hỷ tuyên xưng: Chúa là Cha lẫm liệt uy hùng, và Con Một Ngài chí tôn chí ái, cùng Thánh Thần, Đấng an ủi yêu thương. Lạy Đức Ki-tô, Con Chúa Trời hằng sống, Ngài là Chúa hiển vinh. Đã chẳng nề mặc lấy xác phàm nơi cung lòng Trinh Nữ, hầu giải phóng nhân loại lầm than. Ngài đã ra tay chiến thắng tử thần, mở cửa trời cho những ai tin tưởng. Ngài hiển trị bên hữu Chúa Cha, ngày cuối cùng sẽ giáng lâm thẩm phán. Cúi lạy Chúa, xin phù hộ bề tôi, Ngài cứu chuộc bằng bửu huyết tuôn tràn. Xin được hợp đoàn cùng muôn thần thánh, phúc miên trường vui hưởng ánh vinh quang. [thêm sau, lấy từ các câu Thánh vịnh:] X. Lạy Chúa, xin cứu độ dân Ngài: Đ. trên gia nghiệp này, giáng muôn phúc cả, dẫn dắt nâng niu đến muôn đời. X. Ngày lại ngày, con xin chúc tụng Chúa Đ. và ca ngợi Thánh Danh muôn thuở muôn đời. X. Hôm nay, xin Ngài giữ chúng con sạch tội, Đ. dủ lòng thương, lạy Chúa, xin dủ lòng thương. X. Xin đổ tình thương xuống chúng con, lạy Chúa, Đ. như chúng con hằng trông cậy nơi Ngài. X. Con trông cậy nơi Ngài, lạy Chúa, Đ. xin đừng để con phải tủi nhục bao giờ. |